# Municipio de Colerain (Carolina del Norte)
El municipio de Colerain (en inglés: Colerain Township) es un municipio ubicado en el  condado de Bertie en el estado estadounidense de Carolina del Norte. En el año 2010 tenía una población de 3.176 habitantes.

## Geografía
El municipio de Colerain se encuentra ubicado en las coordenadas 36°11′45.56″N 76°50′19.83″O / 36.1959889, -76.8388417.